# Moyen-Chari
Moyen-Chari (deutsch: Mittel-Schari) ist eine Provinz des Tschad und entspricht einem Großteil der vormaligen Präfektur gleichen Namens, deren südlicher Teil seit 2002 die Provinz Mandoul bildet. Ihre Hauptstadt ist Sarh. Die Provinz hat etwa 588.008 Einwohner.

## Geographie
Moyen-Chari liegt im Süden des Landes, umfasst eine Fläche von 45.180 km² und grenzt an die Zentralafrikanische Republik. Benannt ist die Provinz nach dem Fluss Schari, an dessen Ufer sich der Nationalpark Manda erstreckt. In den Feuchtgebieten des Flusses Bahr Salamat liegt der Iro-See. Die Feuchtgebiete gehören seit 2006 zu dem Ramsar-Gebiet Plaines d’inondation des Bahr Aouk et Salamat, das eines der weltweit größten Schutzgebiete dieser Art ist.

## Untergliederung
Die Provinz Moyen-Chari wird in drei Départements unterteilt:
- Barh Kôh (Hauptort Sarh)
- Grande Sido (Hauptort Maro)
- Lac Iro (Hauptort Kyabé)

## Bevölkerung
Die wichtigste Ethnie in Moyen-Chari sind die Sara.

## Wirtschaft
Die Bevölkerung in Moyen-Chari lebt hauptsächlich von Subsistenzwirtschaft, Viehzucht, Fischerei, Baumwoll- und Zuckerrohranbau.